# Medicamento huérfano
Un medicamento huérfano es un medicamento desarrollado para tratar determinadas enfermedades raras. La producción de un medicamento huérfano no es desarrollada ampliamente por la industria farmacéutica debido a la escasa población de pacientes afectados por estas enfermedades. Las afecciones para las que se utilizan medicamentos huérfanos se denominan enfermedades huérfanas. La asignación de la condición de "huérfano" a una enfermedad y a los medicamentos desarrollados para tratarla es una cuestión de salud pública que depende de la legislación (si existe) del país.
La designación de un medicamento como huérfano ha dado lugar a avances médicos que de otro modo no se habrían conseguido, debido a los aspectos económicos de la investigación médica y el desarrollo de fármacos. Ejemplos de ello pueden ser que en Estados Unidos y la Unión Europea es más fácil obtener la aprobación de comercialización para un medicamento huérfano. Puede haber otros incentivos económicos, como un periodo de exclusividad ampliado, durante el cual el productor tiene derechos exclusivos para comercializar el medicamento. Todos ellos pretenden fomentar el desarrollo de medicamentos que, de otro modo, carecerían de suficiente ánimo de lucro para atraer los presupuestos y el personal de investigación de las empresas.
Fue Estados Unidos el primer país que desarrolla una ley, la Orphan Drug Act (ODA) en 1983, haciendo que el estatus de huérfano permita subvenciones para el desarrollo de estos productos, así como otras medidas de apoyo, hasta su aprobación comercial. La Unión Europea inició una política común en este ámbito en 1999.

## Definición

### Estados Unidos
Según la Administración de Alimentos y Medicamentos (FDA), un medicamento huérfano se define como aquel "destinado al tratamiento, prevención o diagnóstico de una enfermedad o afección rara, que es aquella que afecta a menos de 200 000 personas en Estados Unidos" (lo que equivale aproximadamente a 6 casos por cada 10 000 habitantes) "o cumple las disposiciones de recuperación de costes de la ley".

### Unión Europea
En la Unión Europea (UE), la Agencia Europea de Medicamentos (EMA) define un medicamento como "huérfano" si se destina al diagnóstico, prevención o tratamiento de una enfermedad potencialmente mortal o crónica y gravemente debilitante que afecte a no más de 5 de cada 10 000 personas en la UE. La EMA también califica un medicamento como huérfano si -sin medidas de estímulo- fuera improbable que su comercialización en la UE generara suficientes beneficios para las personas afectadas y para el fabricante del medicamento como para justificar la inversión.

### Japón
En Japón, los medicamentos y productos sanitarios reciben la designación de medicamento o producto huérfano en virtud de la Ley para garantizar la Calidad, Eficacia y Seguridad de los Productos incluidos los Productos Farmacéuticos y los Dispositivos Médicos (en japonés: 医薬品、医療機器等の品質、有効性及び安全性の確保等に関する法律) si se destinan a menos de 50 000 pacientes en Japón para los que existe una gran necesidad médica.

## Criterios para que un medicamento reciba la calificación de medicamento huérfano
- Estados Unidos: útil para tratar una enfermedad con menos de 200 000 pacientes/año, correspondiente a una prevalencia de 7.5/10 000 habitantes.
- Japón: menos de 50 000 pacientes/año, correspondiente a 4/10 000 habitantes.
- Australia: menos de 2 000 pacientes/año, correspondiente a 1.1/10 000 habitantes.
- Unión Europea: afecta a menos de 1 entre 2000 (5/10 000) personas o un máximo de 250 000 personas en toda la Unión Europea.[8]

## Estadísticas internacionales
Para 2014, había 281 medicamentos huérfanos comercializados y más de 400 medicamentos designados huérfanos en ensayos clínicos. Más del 60% de los medicamentos huérfanos eran de origen biológico. Estados Unidos dominó el desarrollo de medicamentos huérfanos, con más de 300 ensayos, seguido de Europa. El tratamiento del cáncer fue la indicación en más del 30% de los ensayos de medicamentos huérfanos.
- Número de medicamentos huérfanos en ensayos clínicos: 40.[9]
- Número de medicamentos huérfanos en ensayos de fase II: 231.[9]
- Número de medicamentos huérfanos en ensayos clínicos en Estados Unidos: 350 en fase de investigación hasta el registro.[9]

## Efecto sobre la inversión, las ventas y los beneficios
Según Thomson Reuters en su publicación de 2012 "The Economic Power of Orphan Drugs" ("El poder económico de los medicamentos huérfanos"), se ha producido un aumento de la inversión en investigación y desarrollo de medicamentos huérfanos, en parte debido a la ODA y a leyes similares en otras regiones del mundo impulsadas por "financiación filantrópica de alto perfil".
Según la revista académica Drug Discovery Today, el período 2001 a 2011 fue "el más productivo en la historia del desarrollo de medicamentos huérfanos, en términos de media anual de designaciones de medicamentos huérfanos y de aprobaciones de medicamentos huérfanos".: 660  Durante la misma década, la tasa de crecimiento anual compuesto de los medicamentos huérfanos fue de un "impresionante 25,8%, en comparación con sólo el 20,1% del grupo de control de medicamentos no huérfanos.: 6  En 2012, el mercado de medicamentos huérfanos tenía un valor de 637 millones de dólares, frente a los 638 millones de dólares de un grupo de control de medicamentos no huérfanos.

The revenue-generating potential of orphan drugs [was] as great as for non-orphan drugs, even though patient populations for rare diseases are significantly smaller. Moreover, we suggest that orphan drugs have greater profitability when considered in the full context of developmental drivers, including government financial incentives, smaller clinical trial sizes, shorter clinical trial times and higher rates of regulatory success.
El potencial de generación de ingresos de los medicamentos huérfanos [fue] tan grande como el de los medicamentos no huérfanos, a pesar de que las poblaciones de pacientes de enfermedades raras son significativamente menores. Además, sugerimos que los medicamentos huérfanos tienen una mayor rentabilidad cuando se consideran en el contexto completo de los impulsores del desarrollo, incluidos los incentivos financieros gubernamentales, los tamaños más pequeños de los ensayos clínicos, los tiempos más cortos de los ensayos clínicos y las tasas más altas de éxito regulatorio.

Según un informe de 2014, el mercado de los medicamentos huérfanos se ha vuelto cada vez más lucrativo por varias razones. El coste de los ensayos clínicos de medicamentos huérfanos es sustancialmente inferior al de otras enfermedades, porque el tamaño de los ensayos es naturalmente mucho menor que el de otras enfermedades con mayor número de pacientes. Los ensayos clínicos pequeños y la competencia mínima sitúan a los agentes huérfanos en una posición ventajosa en la revisión reglamentaria.
Los incentivos fiscales reducen el coste de desarrollo. En promedio, el coste por paciente de los medicamentos huérfanos es "seis veces superior al de los medicamentos no huérfanos, una clara indicación de su poder de fijación de precios". El coste de los desembolsos por persona es elevado y se espera que aumente con un mayor uso de las subvenciones públicas.
El informe sobre medicamentos huérfanos de 2014 afirmaba que el porcentaje de ventas de medicamentos huérfanos como parte de todas las ventas de medicamentos con receta había aumentado a un ritmo rápido. El informe preveía un total de 176 mil millones de dólares para 2020. Aunque las poblaciones de enfermedades huérfanas son las más pequeñas, el coste de los desembolsos por paciente entre ellas es el mayor y se espera que aumente a medida que más personas con enfermedades raras puedan optar a subsidios - en Estados Unidos, por ejemplo, a través de la Ley del Cuidado de Salud a Bajo Precio.